# Berg (släkter)
Det finns ett antal svenska släkter Berg (Bergh) med etablerade särskiljande beteckningar:[källa behövs]
- Berg, Askersundssläkten, känd sedan slutet av 1500-talet och skall enligt uppgift stamma från Berg i Lerbäcks socken. Den nu levande grenen stammar från borgaren i Askersund Anders Berg (1684-1728). Släkten Göransson stammar från en yngre gren som utgår från rådmannen i Askersund Per Svensson Berg (död 1675).[1]
- Berg från Bergen
- Berg från Dalskog
- Berg från Fellingsbro härstammar från Johan Berg (1787–1833), korpral vid livregementets husarkår som fick namnet efter hembyn Berg.[2]
  - Anders Berg (1821-1912), svensk pedagog och skolman
  - Fridtjuv Berg, svensk skolman och politiker
  - Hjalmar Berg, svensk läroboksförfattare och pedagog
  - Sigurd Berg, svensk läkare
  - Tor Berg, svensk arkivarie och historiker
  - Torsten Berg, svensk ingenjör
  - Yngve Berg, svensk konstnär
- Berg från Frändefors
- Berg från Förslöv
  - Christian Berg, svensk skulptör
  - Anna Berg, svensk konstnär
- Berg från Kalmar, stammar från handskmakaren Nils Svensson Berg (1728–1791) i Kalmar.[2]
  - Fredrik Theodor Berg, svensk statisktiker
  - Fredrik Berg, svensk läkare, rektor för Uppsala universitet
  - John Berg, svensk läkare och professor
  - Rudolf Fredrik Berg, svensk uppfinnare, politiker, nykterhetskämpe m. m.
- Berg från Kumla
  - Lina Sandell-Berg, svensk psalmförfattare
  - Oscar Berg, riksdagsman, grosshandlare och nykterhetsivrare
- Berg (Kölabodasläkten), stammar från Magnus Berg (död 1773), underofficer vid Kronobergs regemente.[2]
  - Bengt Berg, svensk ornitolog
  - Gustaf Axel Berg, svensk formgivare
  - Henrik Berg, svensk läkare och populärvetenskaplig författare
  - Oda Berg, svensk hemslöjdspionjär
- Berg från Lund[3]
  - Alfred Berg, bankir
  - Victor Berg, grosshandlare
  - Anders Berg, grosshandlare och politiker
- Berg från Misterhult
- Berg (Näässläkten), stammar från grosshandlaren Peter Wilhelm Berg i Hälsingborg.[2]
  - Richard Berg, svensk politiker och militär
- Berg från Stockholm. Härstammar från logarvaråldermannen i Stockholm Hans Berg (död 1711).[4]
  - Albert Berg, svensk konstnär
  - Isak Albert Berg, svensk sångare och sånglärare
- Berg från Söderhamn
  - Lars Berg (ingenjör), svensk ingenjör, politiker och landshövding
  - Alfred Berg, svensk körledare och tonsättare
- Berg från Åhus. Släkten uppges härstamma från Livland, dess äldste kände medlem var kofferdikaptenen och lotsinspektören Lars Johannes Berg i Åhus.[5]
  - Gustaf Berg, justitieminister
- Bergh (Malmösläkten)
  - Carl Jöran Bergh, industriman
  - Christian Bergh, ingenjör och företagsledare
  - Nils Bergh, thoraxkirurg
  - Peter Bergh, grosshandlare och industriman
  - Thorsten Bergh, industriman
- Bergh (Stockholmssläkten), känd i Stockholm sedan mitten av 1700-talet.[1]
  - Edward Bergh, konstnär
  - Richard Bergh, konstnär
  - Severin Bergh historiker
- Bergh (Ölmestadssäkten)